# Војћех Килар
Војћех Килар (пољ. Wojciech Kilar; Лавов, 17. јул 1932 – 29. децембар 2013) био је пољски композитор класичне и филмске музике. Један од његових истакнутих успеха је дошао са музиком за филм Дракула Френсиса Форда Кополе, 1992. године, која је добила награду АСКАП и номинацију за награду Сатурн за најбољу музику. Године 2003. је освојио награду Цезар за најбољу филмску музику написану за филм Пијаниста, за коју је такође номинован за награду БАФТА. Године 2012. је постао добитник највишег пољског одликовања, Ордена белог орла.

## Биографија
Килар је рођен 17. јула 1932. у Лавову (тада је град припадао Пољској ; од 1945. Лавов је био део Украјинске ССР, сада Републике Украјине). Његов отац је био гинеколог, а мајка позоришна глумица. 
Већи део свог живота од 1948. године провео је у граду Катовице у јужној Пољској, ожењен (од априла 1966. до новембра 2007.) Барбаром Помјановском, пијанисткињом. Килар је имао 22 године када је упознао 18-годишњу Барбару, своју будућу супругу.

### Образовање
Након што је похађао часове клавира код Марије Билињске-Ригерове и хармоније код Артура Малавског, преселио се из Кракова у Катовице 1948. године, где је завршио средњу музичку школу у класи Владиславе Маркјевичовне, након чега је отишао на Државни колеџ за музику (данашња Музичка академија) у Катовицама где је студирао клавир и композицију код Болеслава Војтовича, дипломирајући са највишим почастима и дипломом 1955. године. Постдипломске студије је наставио на Државном колеџу за музику у Кракову од 1955. до 1958. године. Године 1957. учествује на Међународном летњем курсу нове музике у Дармштату. Стипендија француске владе му је омогућила да студира композицију код Нађе Буланже у Паризу између 1959. и 1960. године. 

### Музичка каријера
Килар је припадао (заједно са Болеславом Сабелским, његовим учеником Хенриком Горецким и Кжиштофом Пендерецким) пољском авангардном музичком покрету шездесетих година,  понекад називаном Новом пољском школом. Године 1977. Килар је био један од оснивача Друштва Карол Шимановски, са седиштем у планинском граду Закопане. Председавао је дуги низ година огранком Удружења пољских композитора, а од 1979. до 1981. године био је потпредседник националног одбора овог удружења. Био је члан Репертоарског одбора за Међународни фестивал савремене музике „Варшавска јесен“. Пољски филмски стваралац Кжиштоф Зануси је 1991. године снимио биографски филм о композитору под називом „Војћех Килар“.
Након што је постигао критички успех као композитор класичне музике, Килар је компоновао музику за свој први домаћи филм 1959. године, а касније је писао музику за неке од најпризнатијих пољских редитеља, укључујући Кжиштофа Кјешловског, Кжиштофа Занусија, Казимјежа Куца и Анджеја Вајду. Радио је на преко 100 наслова у матичној држави, и неколико других у Француској и другим деловима Европе. Дебитовао је на енглеском језику, са адаптацијом романа „Дракула“ Франсиса Форда Кополе. Његова друга дела на енглеском језику — трио Романа Поланског „ Смрт и девојка“ (1994), „Девета капија“ (1999), „Пијаниста“ (2002), и „Портрет једне даме“ (1996) Џејн Кемпион — обележили су препознатљиви брујални басови и виолончела, дубоко романтичне теме са минималистичким прогресијама акорда.
Поред филмског рада, Килар је наставио да пише и објављује чисто класична дела, међу којима су соната за хорну, дела за дувачки квинтет, неколико дела за камерни оркестар и хор, хваљене Балтичке песме, епски Егзодус (познат као трејлер за Шиндлерову листу и главна тема Маликовог Витеза пехара), Концерт за клавир и оркестар посвећен Петеру Јаблонском, а посебно се истиче главно дело, Септембарска симфонија (2003).
Након што је готово у потпуности напустио техничка средства авангардне музике, наставио је да користи поједностављени музички језик, у којем значајне масе звука примарно служе као позадина за истакнуте мелодије. Ово је карактеристично за композиције које се позивају на народну музику (посебно народне мелодије пољских горштака Горала) и у патриотским и религиозним делима.

### Болест и смрт
Током лета 2013. године, Килар је показивао знаке лошег здравља, попут несвестице и повишеног крвног притиска, али је лоше здравље приписао својим срчаним проблемима. Међутим, у септембру је изненада пао на улици. Примљен је у болницу, где му је дијагностикован тумор на мозгу. Успешно је оперисан тумор, који није изазвао озбиљне нежељене ефекте; Килар је био веома оптимистичан и наставио је да ради након операције. Поред тога, подвргнут је радиотерапији у трајању од шест недеља, а то је процес који га је физички исцрпео.
Почетком децембра 2013. године, Килар је напустио болницу и вратио се у своју резиденцију у Катовицама. Пошто није имао деце, о њему се бринула његова нећака. Такође га је редовно посећивао католички свештеник и два пута је примио свето причешће током божићне сезоне. Његово стање се погоршало 28. децембра, а у недељу ујутру, 29. децембра 2013. године, Килар је преминуо. Након кремације његовог тела, сахрана је одржана 4. јануара 2014. године у катедрали Христа Краља у Катовицама. После службе, пепео је положен поред пепела његове супруге.

## Дела
Касније током животуа, Килар је компоновао симфонијску музику, камерна дела и дела за соло инструменте. Светска премијера његове Мисе за мир (италијански: Missa pro pace), компоноване за пун симфонијски оркестар, мешовити хор и квартет солиста одржана је у Националној филхармонији у Варшави у јануару 2001. године. Дело је написано у знак сећања на стогодишњицу Варшавске филхармоније. У децембру 2001. године, поново је изведена у сали Павла VI у присуству папе Јована Павла II. Његова композиција „Анђелус“ из 1984. године коришћена је у филму „Град анђела “; „Орава“, из 1988. године, нашла је своју употребу у продукцији „Стазе“ групе Санта Клара Венгард из 2003. године.
Већи део свог живота, Киларов рад је био обележен музиком за филм, са малим, али сталним током концертних дела. После 2000. године, окренуо се „музици јединственог ауторства“. Од своје Септембарске симфоније из 2003. године (Симфонија бр. 3), четвороставне симфоније пуног обима написане за његовог пријатеља Антонија Вита, Килар се вратио апсолутној музици. Септембарска симфонија је била прва симфонија композитора још од Симфоније за гудаче из 1955. године (заједно са још једном студентском симфонијом) и Килар ју је сматрао својом првом зрелом симфонијом, која је била компоновсна у 71. години.
Од 2003. године, Килар је континуирано производио концертна дела великих размера. Његова дела „Плач“ (2003) за мешовити хор без пратње, Симфонија бр. 4 „Симфонија покрета“ (Sinfonia de Motu) из 2005. године написана за велики оркестар, хор и солисте, „Магнификат миса“ из 2006, Симфонија бр. 5 „Адвентска симфонија“ из 2007. и још једна велика миса, „Te Deum“, премијерно су изведена у новембру 2008. године. Килар је рекао да верује да је открио камен мудрости и да „нема ништа лепше од усамљеног звука или хармоније која траје вечно, да је то најдубља мудрост, ништа попут наших трикова са сонатним алегро, фугама и хармоникама“. Киларова дела изводило је неколико великих међународних оркестара, укључујући Филаделфијски оркестар, Кливлендски оркестар и Њујоршку филхармонију, што говори у прилог присутности његових дела на међународном нивоу.

## Награде и признања
Војћех Килар је добио бројне награде за своју уметничку делатност и достигнућа, укључујући награде Фондације Лили Буланже у Бостону (1960), награде Министра културе и уметности (1967, 1975), Удружења пољских композитора (1975), покрајине Катовице (1971, 1976, 1980) и града Катовице (1975, 1992). Такође је награђен Наградом првог реда за заслуге Пољске Републике (1980), Наградом Фондације Алфред Јужиковски у Њујорку (1984), Наградом за уметност Културног комитета независног синдиката Солидарност (1989), Наградом Војћех Корфанти (1995), Наградом „Lux ex Silesia“ коју додељује надбискуп и митрополит Катовице (1995), и Специјалном наградом Шлеске културне награде државе Доња Саксонија (1996).
Киларова филмска музика му је такође донела многа признања. Добио је награду за најбољу музику за филм „Ziemia obiecana“ (Обећана земља), за који режију потписује Анджеј Вајда, на Фестивалу пољског филма у Гдањску 1975. године. Након тога је уследила награда Луј Делук, коју је Килар добио 1980. године за музику за анимирани филм под називом „Le Roi et l'Oiseau“ („Краљ и птица ругалица“) у режија Пола Грима. Годину дана касније освојио је награду на Међународном филмском фестивалу у Корку за музику за филм „Папа Јован Павле II“ (Da un paese lontano: Papa Giovanni Paulo II) у режијо Кжиштоф Занусија.
Извесно је да је највећи успех дошао са музиком за филм „Дракула“ Френсиса Форда Кополе, за који је Килар поделио награду 1993. године од Америчког друштва композитора, аутора и продуцената у Лос Анђелесу заједно са још 7 људи и 5 других филмова, а такође је био номинован за награду Сатурн за најбољу музику у научнофантастичном, фантастичном или хорор филму у Сан Франциску 1993. године.
Освојио је награду Сезар за најбољу музику написану за филм у 2003. години, за филм „Пијаниста“, на 28. додели награда Сезар у Француској, а такође је добио номинацију за награду БАФТА. На објављеном саундтреку за овај филм компоновао је песму „Moving to the Ghetto 31. Oct. 1940“ (трајање: 1 минут и 52 секунде), док су осталих 10 нумера дела Фредерика Шопена; музика у самом филму укључује дела Бетовена и Баха.
Пољски државни комитет за кинематографију доделио је Килару награду за животно дело 1991. године, а претходно је 1976. године одликован Кавалирским крстом <i>Ордена Polonia Restituta</i>. У новембру 2008. Килар је одликован Великим крстом <i>Ордена Polonia Restituta</i>.